# Казе Примо Мађо (Ређо Емилија)
Казе Примо Мађо је насеље у Италији у округу Ређо Емилија, региону Емилија-Ромања.
Према процени из 2011. у насељу је живело 60 становника. Насеље се налази на надморској висини од 85 м.